# شهرستان مونتگومری (کانزاس)
شهرستان مونتگومری، کانزاس (به انگلیسی: Montgomery County, Kansas) یک سکونتگاه مسکونی در ایالات متحده آمریکا است که در کانزاس واقع شده‌است.